# エンダービーランド

南極地図（上が本初子午線）。Enderby Landは図の右上方に記されている。

エンダービーランド（英語: Enderby Land）は、南極にある地域の名称。南極大陸東部（東南極）、インド洋西部の方向にあたる地域である。
1831年、イギリスの捕鯨船長ジョン・ビスコーが発見し、船主であるエンダービー社の名が付けられた。インド洋側で最初に望見された南極大陸の陸地である。

## 名称
日本語文献では「エンダービーランド」、「エンダービー・ランド」のほか、「エンダビーランド」、「エンダビー・ランド」とも表記される。

## 地理

### 位置・広がり

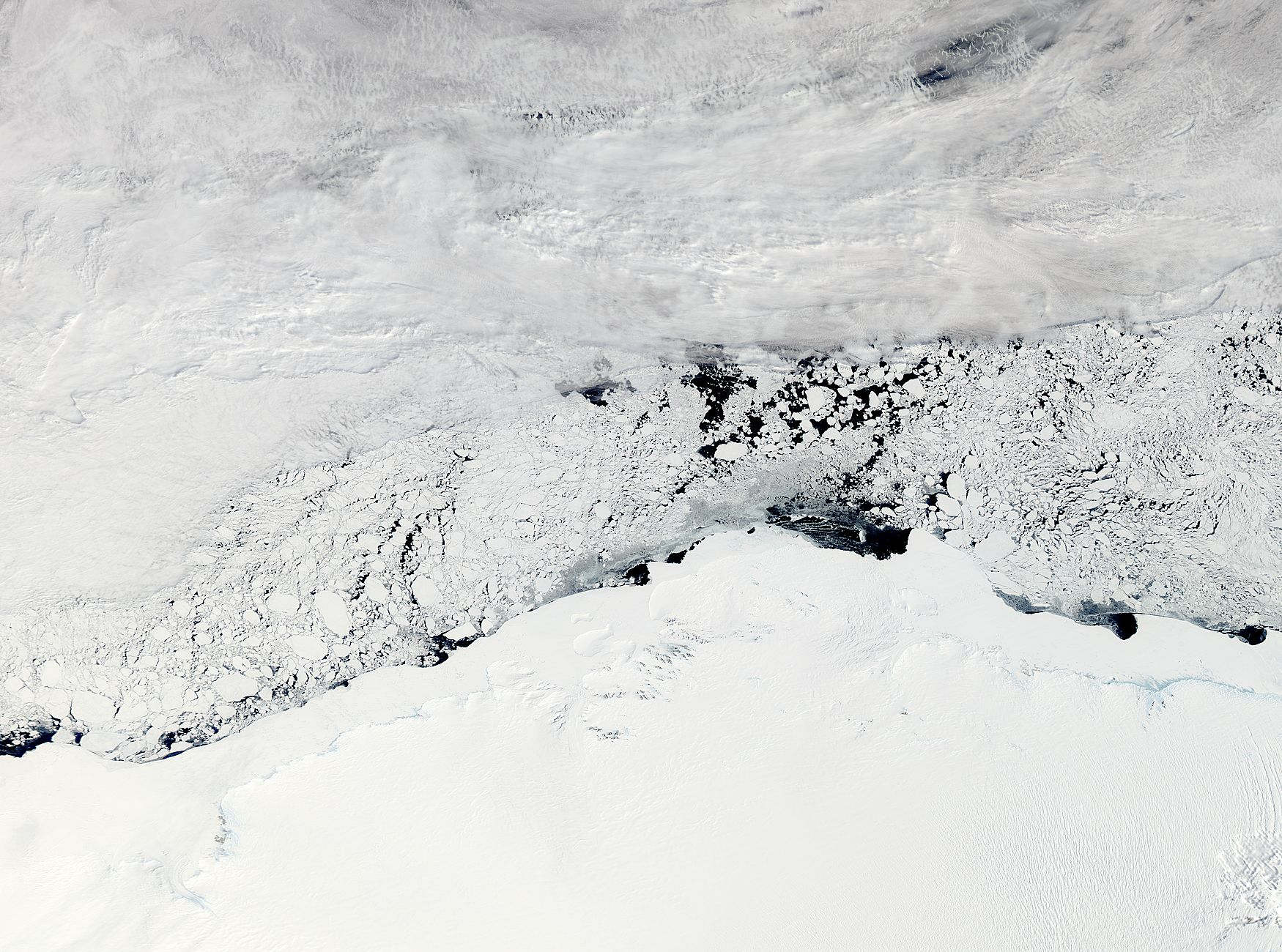
エンダービーランドの衛星画像

アメリカ地質調査所（USGS）の地名情報システム（GNIS）では、東経44度38分から東経59度34分にかけての地域が地理的な「エンダービーランド」と定義されている。すなわち、西は新南氷河末端から、東はWilliam Scoresby Bay に至る範囲である。西はドロンニング・モード・ランド、東はマックロバートソンランドに接続する。上記の定義のエンダービーランドの最東部、Edward VIII Bay（東経56度25分）以東、東経59度34分までをケンプ海岸 (Kemp Coast) と呼ぶ。
別の定義によれば、東経45度から東経55度にかけての範囲が「エンダービーランド」、東経55度から東経60度にかけての範囲が「ケンプランド」と呼ばれる。この区分は、この地域の領有を主張するオーストラリアが用いている。
エンダービーランドの北部は南極圏の外にある。エンダービーランドの最北端にあたる Cape Batterbee（南緯65度51分 東経53度48分 / 南緯65.850度 東経53.800度）は、東南極で最も北に位置する点でもある。

### 地勢・地形
USGSの定義による地理的なエンダービーランドには、以下の地形がある。
- アムンゼン湾 (Amundsen Bay)
- ケイシー湾 (Casey Bay)
- スコット山脈 (Scott Mountains (Antarctica))
- トゥーラ山脈 (Tula Mountains)
- ネーピア山脈 (Napier Mountains)

エンダービーランドが面する南極海の海域（東経35度から東経65度にかけて）がコスモノート海 (Cosmonauts Sea) の名称で呼ばれることがある。

### 領有権主張
オーストラリアは東経45度以東を「オーストラリア南極領土」として領有を主張している。また、東経45度以西はノルウェーが「ドロンニング・モード・ランド」として領有を主張している。

### 観測基地
- マラジョージナヤ基地 (Molodyozhnaya Station (Antarctica)) （ロシア、南緯67度40分 東経45度50分 / 南緯67.667度 東経45.833度）

## 歴史・名称

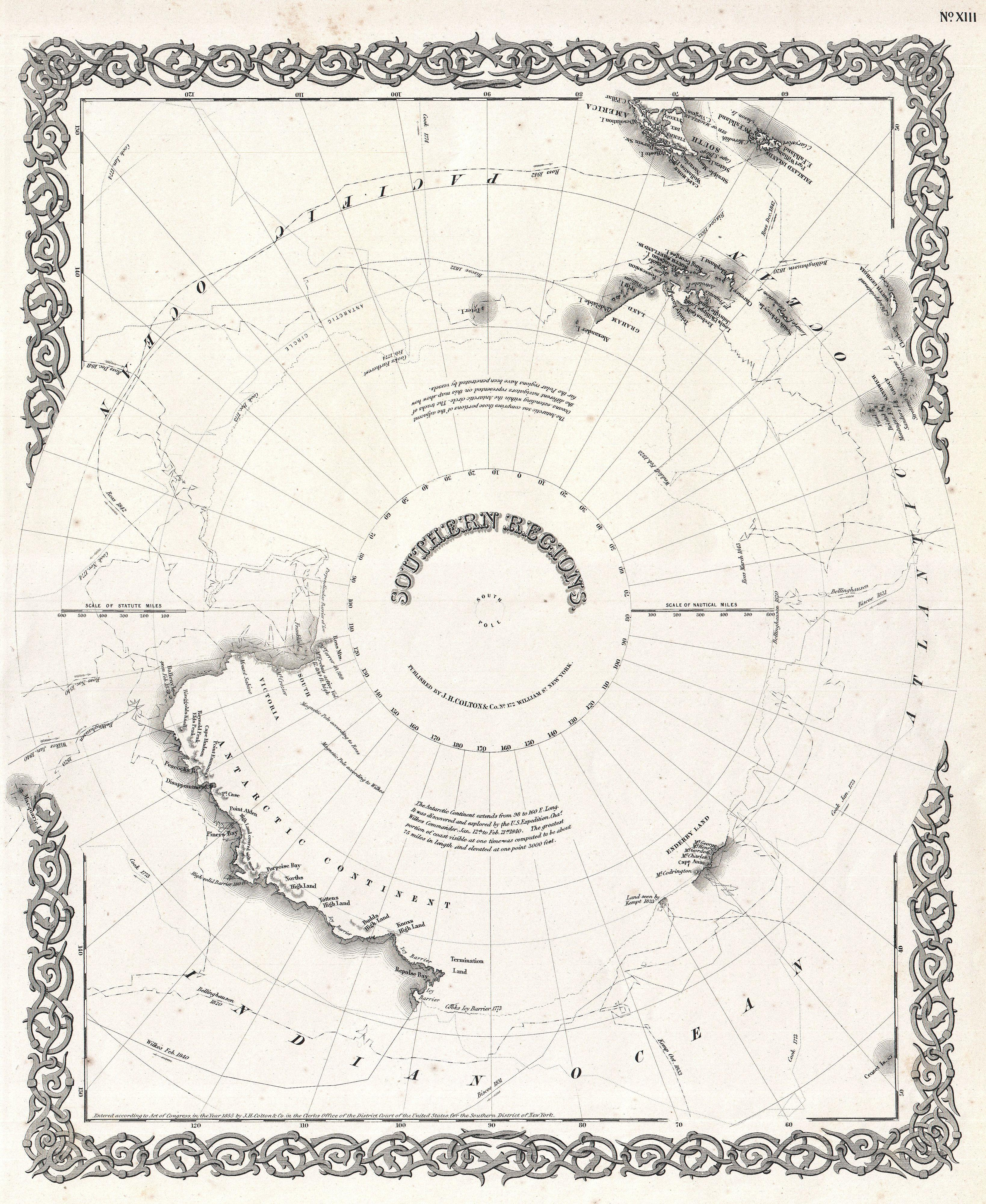
1855年の南極地図。エンダービーランドとケンプが発見した土地が右下に示されている。

### 発見
この土地は、1831年2月25日、イギリスの捕鯨船長ジョン・ビスコーが、ブリッグ船「トゥーラ号」Tulaによる南極海探検 (Southern Ocean Expedition) の途中に発見した。ビスコーはこの陸地を、トゥーラ号の船主であるロンドンのエンダービー社 (Samuel Enderby & Sons) にちなみ、エンダービーランドと命名した。3月16日には、南緯66度10分 東経51度22分 / 南緯66.167度 東経51.367度にあるアン岬 (Cape Ann (Enderby Land)) を発見している。アン岬の名は、おそらくビスコーの妻の名に因む。
1833年12月26日、アザラシ猟船長ピーター・ケンプが、ケンプランド（ケンプ海岸）と呼ばれることになる陸地を発見している。
エンダービーランドは南極大陸探検の初期に発見された土地であったが、（ケンプランドを含め）その後約100年にわたって訪れる人はいなかった。

### 20世紀前半

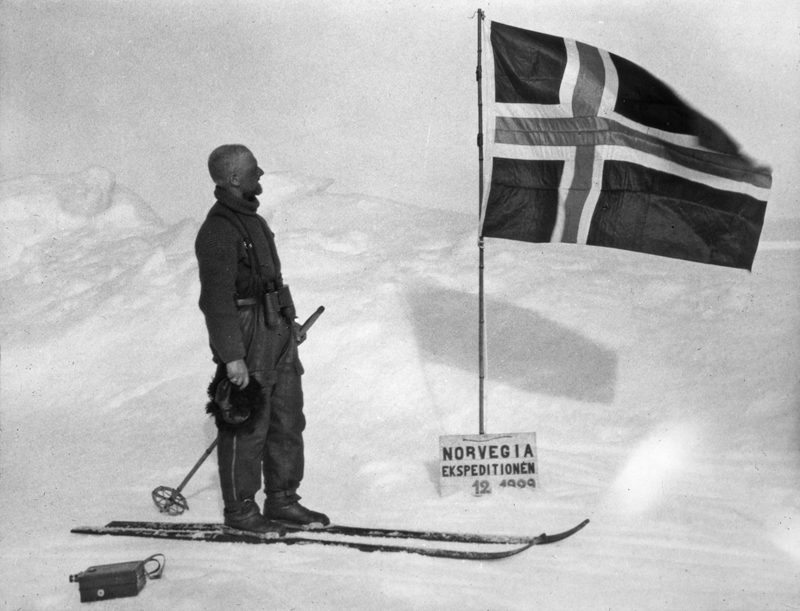
エンダービーランドのノルウェー国旗と、ノルウェー隊のフィン・リュツォー＝ホルム

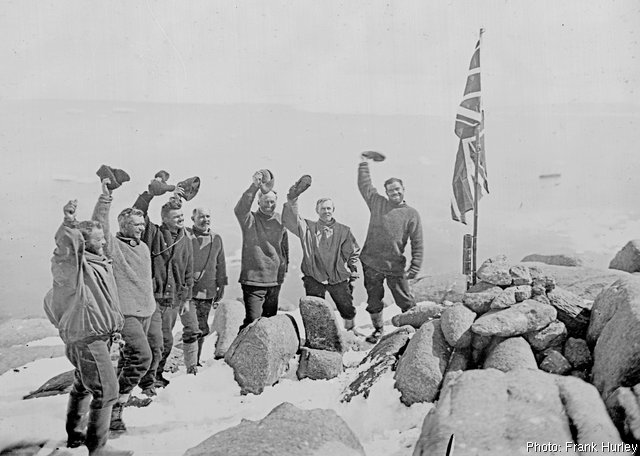
Proclamation Island

1929年から1930年にかけて、エンダービーランドはノルウェーと大英帝国の探検競争の舞台となる。ノルウェー隊を率いたのはヒャルマー・リーセル＝ラルセン (Hjalmar Riiser-Larsen) 、イギリス・オーストラリア・ニュージーランド隊（British Australian and New Zealand Antarctic Research Expedition、BANZARE）を率いたのはダグラス・モーソンであった。
リーセル＝ラルセンは、1929年12月にエンダービーランド西部から飛行機による探検を始め、12月22日にはアン岬沖合の海氷上にノルウェーの国旗を立てた。しかし、ノルウェー政府はエンダービーランドの領有に関する大英帝国の主張をすでに承認しており、リーセル＝ラルセンの主張は退けられることとなった。1930年1月30日、モーソンは Cape Batterbee 沖 の Proclamation Island（南緯65度50分 東経53度30分 / 南緯65.833度 東経53.500度） に上陸してユニオンジャックを立て、この地が大英帝国領であることを宣言する文書を読み上げた。翌1月31日、モーソンとリーセル＝ラルセンは会同し、東経45度をノルウェーと大英帝国の境界とすることを確認した。
モーソンが率いたBANZAREによる探検で、1930年にエンダービーランドからマックロバートソンランドにかけての海岸が明らかにされた。この時、アムンゼン湾やスコット山脈、トゥーラ山脈が発見された。
1933年、大英帝国が領有を宣言する地域のうち、東経45度から東経160度までの地域（アデリーランドを除く）が自治領オーストラリアに属するものとされた。これがオーストラリアの領有権主張の基礎となっている。

### 第二次世界大戦後
第二次世界大戦後の1947年2月に行われたハイジャンプ作戦により、この地域の空からの観測が行われた。1959年以降、オーストラリアによる調査が進められた。
1962年1月、ソビエト連邦はエンダービーランドにマラジョージナヤ基地を建設し、南極調査の拠点を置いた。